# Sculptolithodes derjugini
Sculptolithodes derjugini is een tienpotigensoort uit de familie van de Lithodidae. De wetenschappelijke naam van de soort is voor het eerst geldig gepubliceerd in 1934 door Makarov.